# Iliá Yashin
Iliá Valérievich Yashin (en ruso: Илья́ Вале́рьевич Я́шин; Moscú, 29 de junio de 1983) es un político opositor ruso que dirigió el partido PARNAS entre 2012 y 2016, y ahora dirige su brazo moscovita. Ha sido concejal en el distrito de Krasnoselski de Moscú entre 2017 y 2021. 
Yashin cofundó el movimiento cívico juvenil Oborona en 2005 y posteriormente el movimiento político Solidárnost en 2008, del que todavía es uno de los líderes. Fue un participante activo en la Marcha de los disidentes y en las Protestas en Rusia de 2011-2013. En 2012, fue elegido miembro del Consejo de Coordinación de la Oposición Rusa. En medio del aumento de la represión del gobierno contra la oposición tras la invasión rusa de Ucrania en 2022, que desencadenó las Protestas contra la invasión rusa de Ucrania, algunos consideraban que Yashin tenía la mayor plataforma de la oposición política que no había salido del país, ni había sido encarcelado ni asesinado. Sin embargo, en junio de 2022, fue detenido, y después acusado bajo las nuevas leyes de censura de guerra por difundir noticias falsas sobre las Fuerzas Armadas. En diciembre de 2022, fue condenado a ocho años y medio de prisión.

## Biografía
Iliá Yashin nació en Moscú el 29 de julio de 1983. Se graduó en la Universidad Independiente Internacional de Ciencias Políticas y Ambientales, la Facultad de Ciencias Políticas, en 2005. 

### Carrera política
Ejerció como líder del ala juvenil del partido Yábloko desde 2001 hasta 2008, organizando protestas masivas y hablando a los medios de comunicación sobre sus causas. Sin embargo, cuando en 2008 se convirtió en miembro activo de Solidárnost, Yábloko lo expulsó por "causar daños políticos".  
Yashin se presentó al parlamento de Moscú en 2005. 
Yashin es conocido por hacer discursos apasionados en los mítines de la oposición. Es un participante activo de la campaña Estrategia-31 por la libertad de reunión. En 2005, habló en contra del movimiento Nashi, que apoya al presidente Vladímir Putin.
El 31 de diciembre de 2010, Yashin fue arrestado por manifestarse en Moscú en otra manifestación para la Estrategia-31. Fue trasladado a una comisaría y detenido durante quince días. Afirma que después la policía fabricó pruebas contra él.  Amnistía Internacional lo declaró preso de conciencia, junto con Borís Nemtsov y Konstantín Kosiakin . 
Tras el supuesto secuestro y tortura del activista de la oposición Leonid Razvozzháiev, del Frente de Izquierdas de Rusia, Yashin fue arrestado el 27 de octubre de 2012 junto con Serguéi Udaltsov y Alekséi Navalni mientras intentaba unirse a una protesta de Moscú en nombre de Razvozzháiev. Los tres fueron acusados de violar el orden público. 
El 23 de febrero de 2016, Yashin presentó un informe criticando al líder checheno Ramzán Kadírov, tildándole de peligro para la seguridad nacional y en el que pidió su dimisión.

### Diputado municipal de Moscú

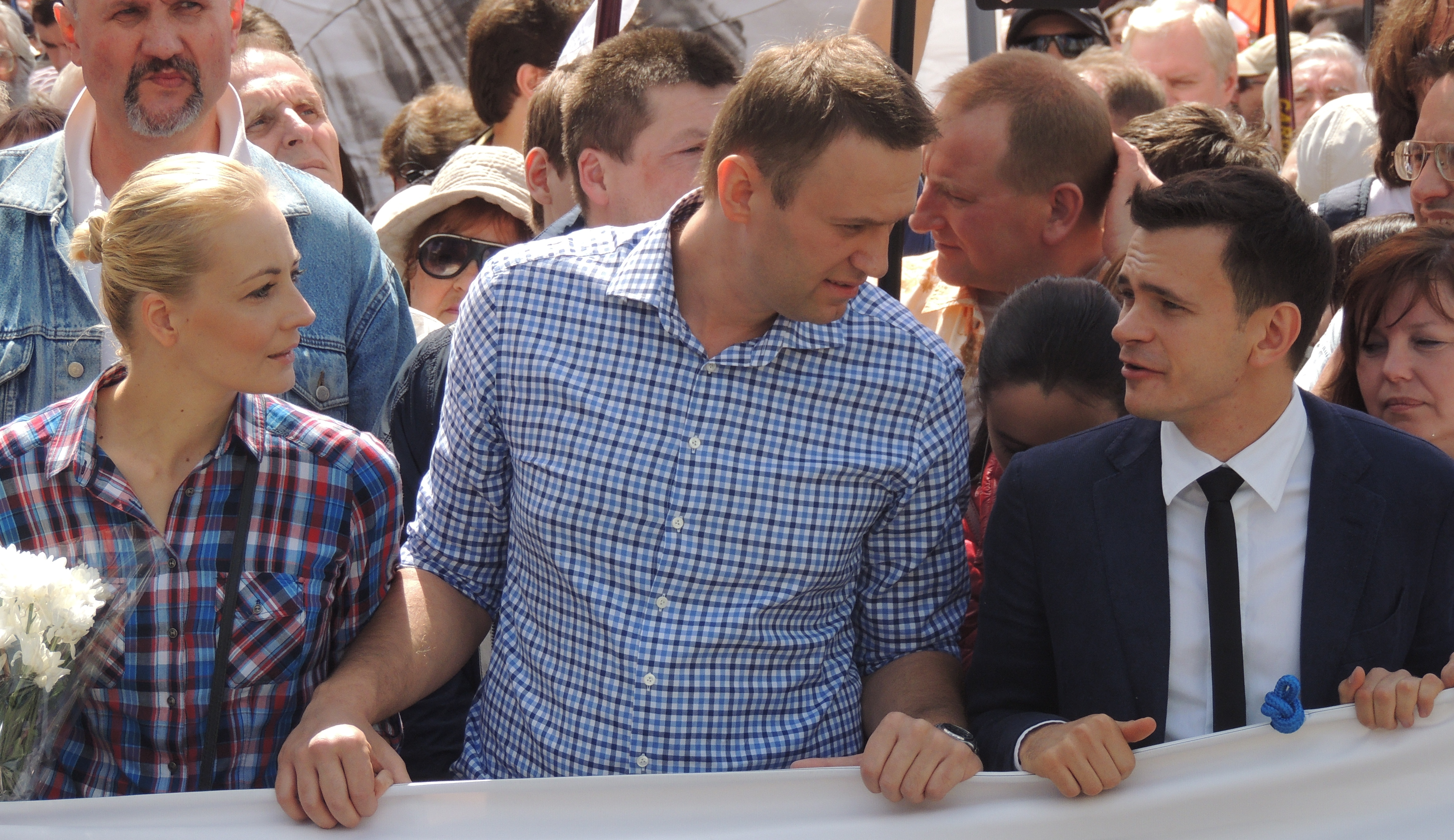
Alekséi Navalni, su esposa Yulia Naválnaya e Iliá Yashin en la manifestación de la oposición en Moscú el 12 de junio de 2013

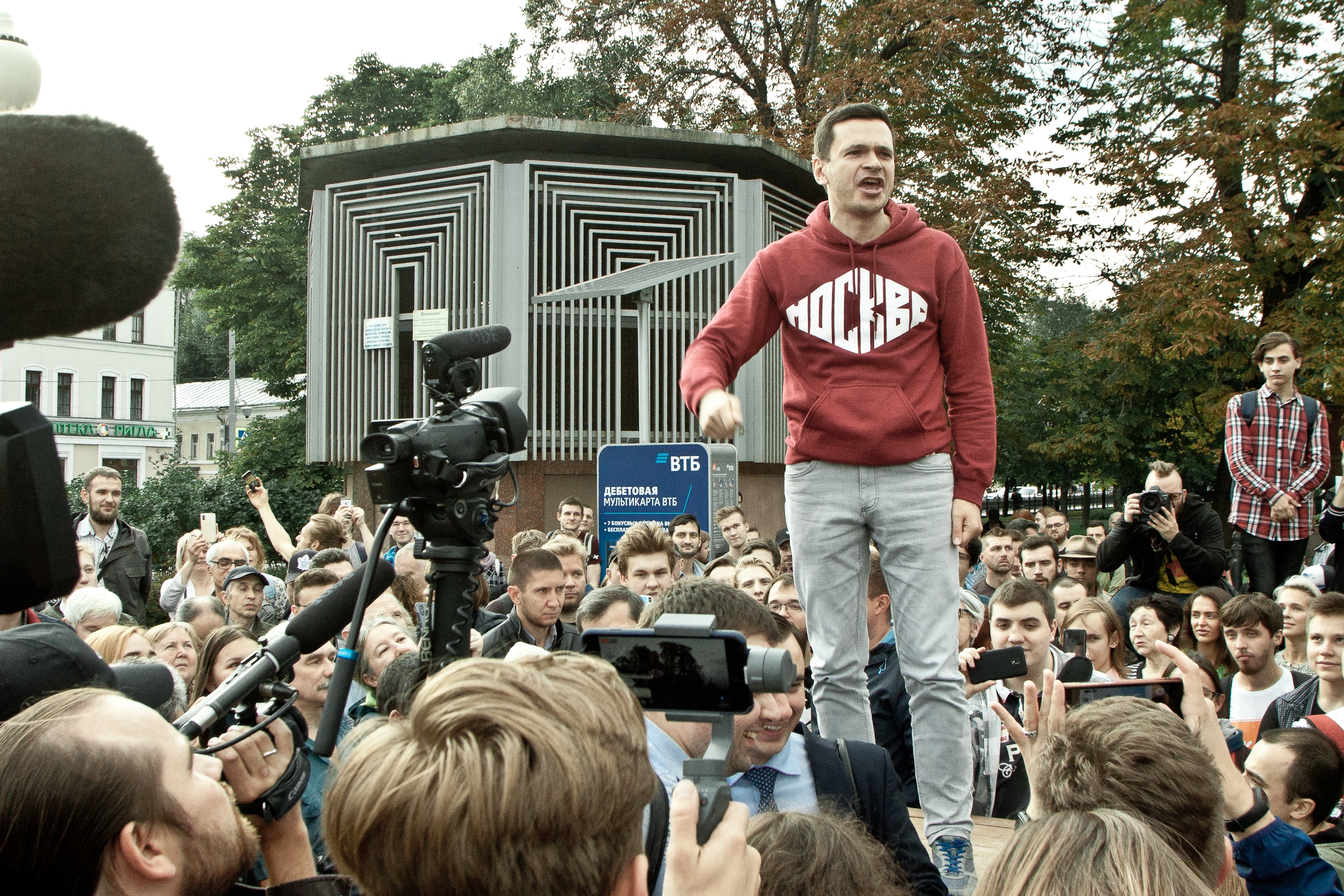
Iliá Yashin en el mitin en defensa de elecciones libres en Moscú. Plaza Trúbnaya, 18 de julio de 2019

El 10 de septiembre de 2017, Yashin fue elegido diputado municipal del Distrito Krasnoselski de Moscú. El equipo de Solidárnost ganó 7 de 10 escaños en este distrito (Rusia Unida ganó los otros 3). El 25 de septiembre de 2017, tomó posesión de su cargo. El 7 de octubre de 2017, Iliá Yashin fue elegido presidente del consejo de diputados del Distrito Krasnoselski.
El 11 de abril de 2018, Yashin anunció su intención de presentarse a las Elecciones a la alcaldía de Moscú de 2018  y vencer al titular Serguéi Sobianin.
El 25 de junio de 2021, se le prohibió presentarse a las próximas Elecciones legislativas de Rusia de 2021 después de ser considerado un "extremista". Informó que consideraba que era debido a su apoyo a Alekséi Navalni.
En marzo de 2022, Yashin criticó públicamente la invasión rusa de Ucrania.

### Encarcelado en 2022
Por la tarde del 27 de junio de 2022, Iliá Yashin fue arrestado en Moscú. El 28 de junio, Yashin fue condenado a 15 días de detención por desobedecer a un agente de policía. Yashin alegó que la acusación tenía motivaciones políticas.
El 12 de julio, Yashin fue acusado por el Comité de Investigación de Rusia de infringir las leyes sobre censura de guerra de 2022 (en:Russian 2022 war censorship laws) con el fin de desacreditar las Fuerzas Armadas de Rusia, llevándose un registro en su casa. El 13 de julio, un tribunal ruso ordenó su detención preventiva. Amnistía Internacional y otras organizaciones han pedido su liberación. 
El 9 de diciembre de 2022, un tribunal de Moscú condenó a Iliá Yashin a ocho años y seis meses de prisión por sus declaraciones sobre las circunstancias de la masacre de Bucha. 
En febrero de 2024, desde la cárcel, manifestó su dolor por la muerte de Alekséi Navalni en una prisión siberiana y se conjuró a luchar por la libertad de Rusia.

## Historia electoral
| Candidato   | Votos   | %      |         |
| ----------- | ------- | ------ | ------- |
| Iliá Yashin | 919     | 37,24% | Elegido |
| Total       | 2470    | 22,28% |         |
|             |         |        |         |
| Fuente:     | Fuente: | [ 20 ] |         |